# Смерть Авраама
 Смерть Авраама — апокриф, находящийся в тесной связи со второй частью «Откровения Авраама». Заглавие соответствует только началу и концу памятника; большая же часть представляет собой рассказ о вознесении Авраама на небо.

## Описание
Апокриф этот существует в нескольких русских и южно-славянских списках. В числе произведений, которые Н. С. Тихонравов предполагал поместить в III томе «Памятников отречённой русской литературы», он был в списке XIII в., но напечатанный в I томе того же издания текст восходит лишь к XVI веку. Греческий текст отличается значительно в подробностях. По данным языка можно сказать, что перевод сделан на славянском юге, в глубокой древности. Весь памятник проникнут чрезвычайным уважением к Аврааму, Это объясняется тем, что первоисточник апокрифа был, несомненно, еврейский, хотя в сохранившихся еврейских легендах об Аврааме подобного сказания нет.

## Краткое содержание
По повелению Божьему архангел Михаил является в образе путника в дом Авраама возвестить ему наступление смерти. Радушно принятый ничего не подозревающим хозяином, архангел не решается объявить ему печальную весть и просит Бога послать Аврааму память смертную, чтобы тот сам догадался о наступлении кончины. Воля Божия, действительно, открывается Аврааму посредством сна, который видит Исаак (с главы его снято находившееся на ней солнце). До смерти Авраам пожелал видеть все дела Божии, и архангел вознёс его на небо. Прежде всего, он увидел двое ворот: широкие, через которые люди идут на пагубу, и узкие, ведущие в жизнь. Между ними сидит Адам, плачущий при виде идущих через широкие врата и смеющийся при виде идущих через узкие. Плакать ему приходится в семь раз больше, чем смеяться. Затем Авраам вместе с архангелом отправляется на судное место, где Авель совершает суд, а Енох по книгам отыскивает грехи, которым ведёт запись.
Далее Авраам сам произносит приговор грешникам, ещё живущим на земле, и при этом выказывает такую суровость, что Бог, до конца жизни ожидающий от людей покаяния, велит архангелу возвратить Авраама на землю. Далее идёт, по-видимому, вставочный короткий рассказ о смерти Сарры, о женитьбе Исаака и о вторичной женитьбе Авраама.
В конце апокрифа рассказывается о смерти Авраама. Смерть является ему украшенной великой красотой, но, по желанию Авраама, показывается ему и в своём настоящем виде, со многими головами из змей, из ножей, из огней.
О погребении Авраама рассказывается согласно с Библией.